# Paracaedicia centrifera
Paracaedicia centrifera är en insektsart som beskrevs av Bolívar, I. 1902. Paracaedicia centrifera ingår i släktet Paracaedicia och familjen vårtbitare. Inga underarter finns listade i Catalogue of Life.